# Ikšķile
Ikšķile er en by i Letland med 2.769 indbyggere , som blev grundlagt i 1185 og fik tildelt byrettigheder i 1992. Byen var centrum for det gamle Livland, kendt under det tyske navn Uexküll eller Üxküll. Meinhard, kendt fra Henrik af Livlands krønike, var den første biskop af Üxküll. I 1197 blev Berthold af Hanover gjort til den anden biskop i Üxküll.
Ordet Ikskile (eller det tyske Üxküll/Uexküll) stammer fra det (finisk-ugriske) livonske ord ükskül (yksikylä på finsk).
Ükskül (üks = en, kül = landsby) betyder by nummer et, en landsby eller landsbyen